# Джентиле, Никола
Никола «Ник» Джентиле (англ. Nicola "Nick" Gentile; 12 июня 1885, Сикульяна, Агридженто, Сицилия, Италия — 6 ноября 1966, Сикульяна, Агридженто, Сицилия, Италия), известный в США как Ник Джентиле, а на Сицилии как «дядя Кола» (итал. Zu Cola) — италоамериканский гангстер сицилийского происхождения, влиятельный деятель мафии 1920-х и 1930-х годов, позднее занимал высокое положение в сицилийской мафии (1940-е—1950-е). Прославился своими мемуарами, в которых, нарушая кодекс мафии, известный как «омерта», раскрывали многие подробности сицилийского и американского преступного мира.

## Американская мафия
Джентиле родился в 1885 году в маленькой деревушке на южном побережье Сицилии. Иммигрировал в Соединённые Штаты в 1903 году в возрасте 18 лет, где вскоре связался с бандами «Чёрной руки». Джентиле быстро сделал карьеру в американской мафии, став доверенным лицом ряда нью-йоркских мафиози. Джентиле много ездил по стране в качестве специалиста по устранению проблем и переговорщика, известного как messaggero или substituto, передавая сообщения между боссами и выступая посредникам в спорах. В то время он был частью нью-йоркской мафиозной семьи во главе с Винсентом Мангано и Джо Биондо, которая позже стала известна как семья Гамбино.
В апреле 1921 года принял Джентиле перешё в семью Николо Скиро, который согласился защитить его от капо ди капи Сальваторе «Тото» Д'Аквила, продемонстрировав тем самым свою независимости от Д'Аквилы. Позже Джентиле встал на сторону Джузеппе «Босса Джо» Массерии, поддержав его в борьбе за контроль над семьёй Морелло, в которой Массерия был капо, контролируя для семьи Маленькую Италию.
Вскоре после этого Джентиле уехал на Сицилию, где провёл несколько месяцев. За это время Массерия покончил с Валенти, положив конец конфликту и став одним из главных мафиозных боссов Нью-Йорка.
Во время «сухого закона» Джентиле занимался бутлегерством совместно с семьями Канзас-Сити, Кливленда и Питтсбурга. В последнем городе он задержался надолго, с 1931 по 1937 год являясь консильери местной мафии. Участие в руководстве питтсбургской семьи не мешало ему вести деятельность в других городах и штатах. Так, Джентиле присоединился к Чарльза «Счастливчику» Лучано, вместе с ним занявшись контрабандой наркотиков. Это и погубило Ника. В 1937 году он был арестован в Новом Орлеане по обвинению в хранении наркотиков. Вскоре после ареста Джентиле был освобождён под залог в 15 000 долларов и бежал из страны, вернувшись на Сицилию.

## Сицилийская мафия
На родине Джентиле поднялся до высокого положения в сицилийской мафии. Его сила и влияние выросли после высадки союзников на Сицилию в 1943 году, когда он помогал американским военным создать в провинции Агридженто гражданскую администрацию — Американское военное правительство оккупированных территорий (AMGOT). Он также помогал американской разведке и участвовал в деятельности сицилийское движении за независимость.
Джентиле утверждал, что к нему обратился специальный агент США Макс Брод с просьбой поддержать монархию на референдуме 2 июня 1946 года. Позже, Никола активно участвовал в агитации за политиков Христианско-демократической партии, так он поддерживал Джузеппе Ла Лоджа, который был президентом автономного региона Сицилия с 1956 по 1958 год.
Когда Лаки Лучано был экстрадирован в Италию в 1946 году, он снова объединился с Джентиле для организации поставок наркотиков в США. У Джентиле были очень хорошие связи с крупными наркоторговцами Сицилии. Его сын был женат на дочери Пьетро Дави, одного из ведущих контрабандистов сигарет и наркотиков в Палермо в 1950-х годах. В 1949 году Джентиле и Лучано познакомились с нью-йоркским гангстером Джо Биондо, который в семье Гамбино отвечал за торговлю героином.
Джентиле передавал информацию КГБ через журналиста Леонида Колосова во время «холодной войны» и оставался видной фигурой в сицилийском преступном мире на протяжении 1950-х и 1960-х годов. Некоторые даже ошибочно полагали, что он заменил Калоджеро Виццини на посту главы сицилийской мафии.

## Мемуары
В 1963 году Джентиле с помощью итальянского журналиста Феличе Чиланти записал и издал свои мемуары «Vita Di Capomafia». Книга описывала внутреннюю организацию сицилийской мафии, или «l'onorata società» («достопочтенное общество»), как называл её Джентиле, более чем за 20 лет до того, как Томмазо Бушетта стал первым важным мафиозо, нарушившим омерту и рассказавшем внутреннюю историю Коза ностры. Джентиле был более откровенным, чем Бушетта в своих первых признаниях. В то же время он был не очень откровенен, рассказывая о своих связях с политиками, поддержку которым оказывал.
По словам криминального репортёра Хэнка Мессика, обиженный Джентиле дал показания ФБР. На самом деле его мемуары продавались в каждом книжном магазине Италии и ФБР использовало их, чтобы подтвердить показания бывшего мафиози Джо Валачи, ставшего в 1963 году правительственным осведомителем. Мемуары были показаны перебежчику из американской мафии Джо Валачи, который поручился за их точность и сказал, что Джентиле «писал именно так, как есть».
По словам пентито (информатора) Антонио Кальдероне, мафиози не оценили откровенность Джентиле и приговорили его к смертной казни, но клан Катании, который должен был убить его, отказался сделать это. В конце своих жизни Джентиле был жалкой фигурой, которая выживал только благодаря помощи соседей..
Джентиле умер 6 ноября 1966 года в возрасте 81 года.